# برگهایم (تگزاس)
برگهایم (به انگلیسی: Bergheim) یک منطقهٔ مسکونی در ایالات متحده آمریکا است که در شهرستان کندال، تگزاس واقع شده‌است. برگهایم ۴۳۸٫۰ متر بالاتر از سطح دریا واقع شده‌است.